# Andreas Gärtner
Andreas Gärtner (obersorbisch Handrij Zahrodnik, * 24. Dezember 1654 in Quatitz, Oberlausitz; † 2. Februar 1727 in Dresden) war ein kurfürstlich-sächsischer Modellmeister in Dresden, Naturwissenschaftler und Erfinder.

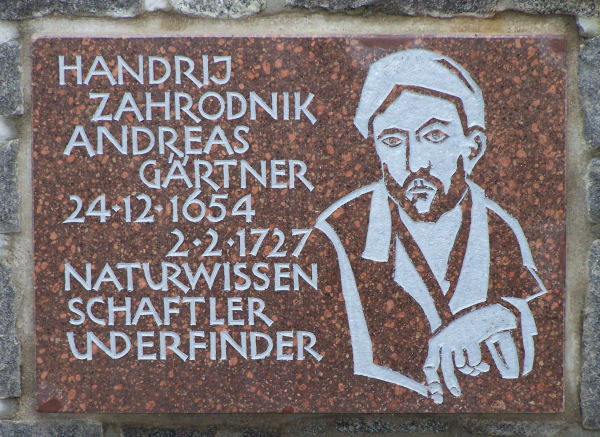
Tafel für Andreas Gärtner

## Leben
Gärtner erlernte den Beruf des Tischlers. Nach einem Studium in Bologna ging er etwa ab 1686 nach Dresden, bildete sich weiter und wurde dort um 1694 Hofmechanikus und Modellmeister am Dresdner Hof. Er beschäftigte sich neben dem Modellbau auch mit Technik und Astronomie.
Um 1700 schuf er eine Weltzeituhr für August den Starken, welche noch heute im Mathematisch-Physikalischen Salon im Zwinger von Dresden zu sehen ist. Andreas Gärtner wurde von den Zeitgenossen als „sächsischer Archimedes“ verehrt. Zu Beginn des Jahres 1715 trat Gärtner als Gegner der Verfechter von Besslers Perpetuum mobile auf und geriet dabei in eine Wette.
Er war verwandt mit dem Hof-Modelltischler Johann Gärtner und Johann Andreas Gärtner. Gärtners Grab befand sich auf dem Johanniskirchhof, es ist nicht erhalten.

## Erfindungen
Zu seinen bekanntesten Erfindungen gehören:
- Die Weltzeituhr (um 1700) mit ihren 360 kleinen Zifferblättern auf 360 Meridianen, welche noch heute im Dresdner Zwinger zu sehen ist. Sie hat eine Höhe von 238 cm, Breite 149, Tiefe 67 cm. Material: Holz, Eisen, Papier
- Ein Beleuchtungsspiegel (entstanden um 1710), Höhe 162 cm, Material: Holz, Blech und Glas
- Heil- oder Curierspiegel (um 1710), 166 cm Höhe, Material: Holz, Gips, Blattgold

(Standort für die drei Exponate: Mathematisch-Physikalischer Salon, Dresden)
- Eine Wasserkunst, welche Wasser über 16 m nach oben beförderte
- Ein Lift mit 3 Etagen, für den sich der russische Zar interessierte

## Ehrungen

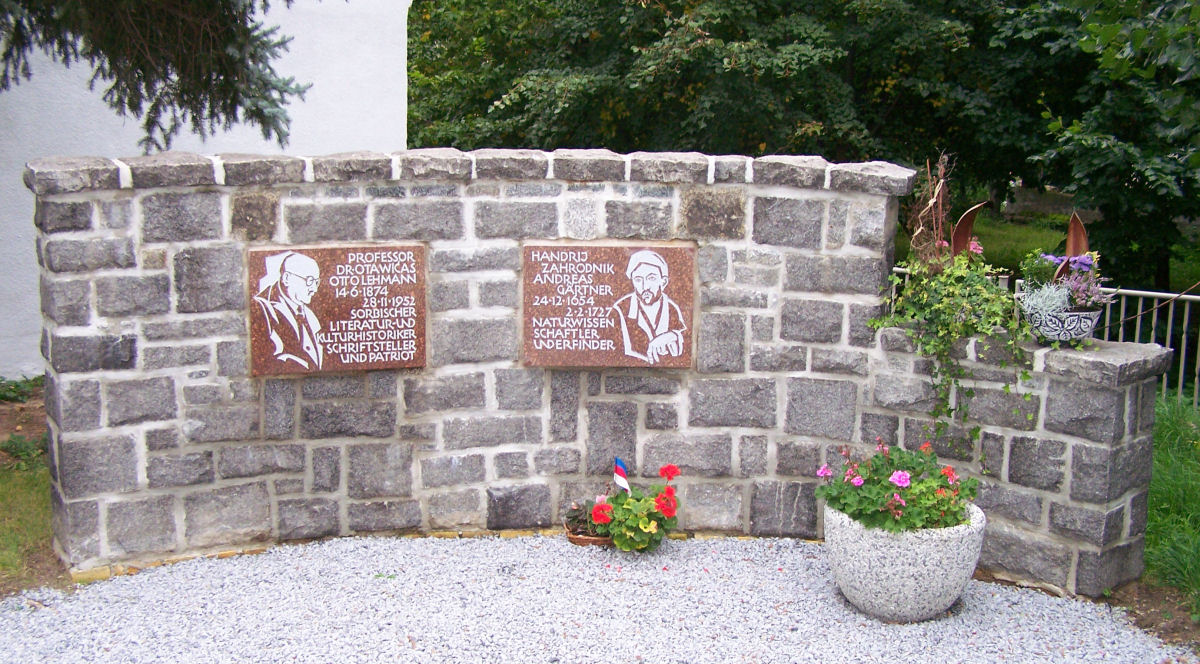
Denkmal für Andreas Gärtner und Otto Lehmann in Quatitz

- Nach ihm wurde in Quatitz der Andreas-Gärtner-Weg benannt.
- In den 1980er-Jahren gab es vor der Schule in Quatitz ein Denkmal aus Granit mit Tafeln zu Ehren von Andreas Gärtner und Otto Lehmann. Dieses wurde später jedoch entfernt.
- Am 16. Juni 2007 erfolgte die Neueinweihung des restaurierten Denkmales für Handrij Zahrodnik / Andreas Gärtner (1654–1727) und Ota Wićaz / Otto Lehmann (1874–1952) in Quatitz, Initiator der Restaurierung war der „Klub der Natur- und Heimatfreunde Quatitz“. Der neue Standort ist nun im Dorfzentrum, am Gebäude der Freiwilligen Feuerwehr.